# Cerium(IV)sulfaat
Cerium(IV)sulfaat is een ceriumzout van zwavelzuur, met als brutoformule Ce(SO4)2. De stof komt voor als een geel kristallijn poeder, dat matig oplosbaar is in water. Het komt ook voor als tetrahydraat, octahydraat en als dodecahydraat. Het kristalwater kan uit het tetrahydraat verdreven worden door het te verwarmen tot 180-200°C. Cerium(IV)sulfaat is commercieel verkrijgbaar.

## Synthese
Cerium(IV)sulfaat kan bereid worden door cerium(IV)oxide op te lossen in zwavelzuur:
{\displaystyle \mathrm {CeO_{2}\ +\ 2\ H_{2}SO_{4}\ \longrightarrow Ce(SO_{4})_{2}\ +\ 2\ H_{2}O} }

## Toepassing
Cerium(IV)sulfaat is een sterke oxidator, voornamelijk onder zure omstandigheden. Indien cerium(IV)sulfaat wordt toegevoegd aan een verdunde oplossing van zoutzuur, wordt traag chloorgas gevormd. Met sterkere reductoren reageert het sneller.
Cerium(IV)sulfaat kent een belangrijke toepassing als titrant bij redoxtitraties. Het Ce4+-ion is hierbij de actieve component. Onder afgifte van een elektron wordt het gereduceerd tot Ce3+:
{\displaystyle \mathrm {Ce^{4+}\ +\ e^{-}\ \longrightarrow \ Ce^{3+}} }
Hoewel de reactie geen H+ nodig heeft om te verlopen wordt de titrant toch in zwavelzuur milieu opgelost om neerslag van het slecht oplosbare Ce(OH)4 te voorkomen. De vorming van het Ce3+-ion leidt tot een kleuromslag van geel naar kleurloos. Hoewel de kleuromslag zelf weinig reden tot discussie geeft, wordt deze kleuromslag zelden als eindpuntindicatie toegepast. De gele kleur is slechts zwak en daardoor lastig waarneembaar. In titraties van redelijk sterke reductoren (E° = 0,60 V) en cerium(IV)sulfaat als titrant, wordt vaak een kleine hoeveelheid ijzer(II)fenantroline-complex toegevoegd aan de titratie. Ce4+ zal eerst met de andere reductor reageren en pas als deze op is met het ijzer in het fenantrolinecomplex. De kleuromslag verloopt van rood/oranje naar kleurloos.